# Rolls-Royce Camargue
Rolls-Royce Camargue – samochód osobowy klasy luksusowej produkowany pod brytyjską marką Rolls-Royce w latach 1975 – 1986.

## Historia i opis modelu

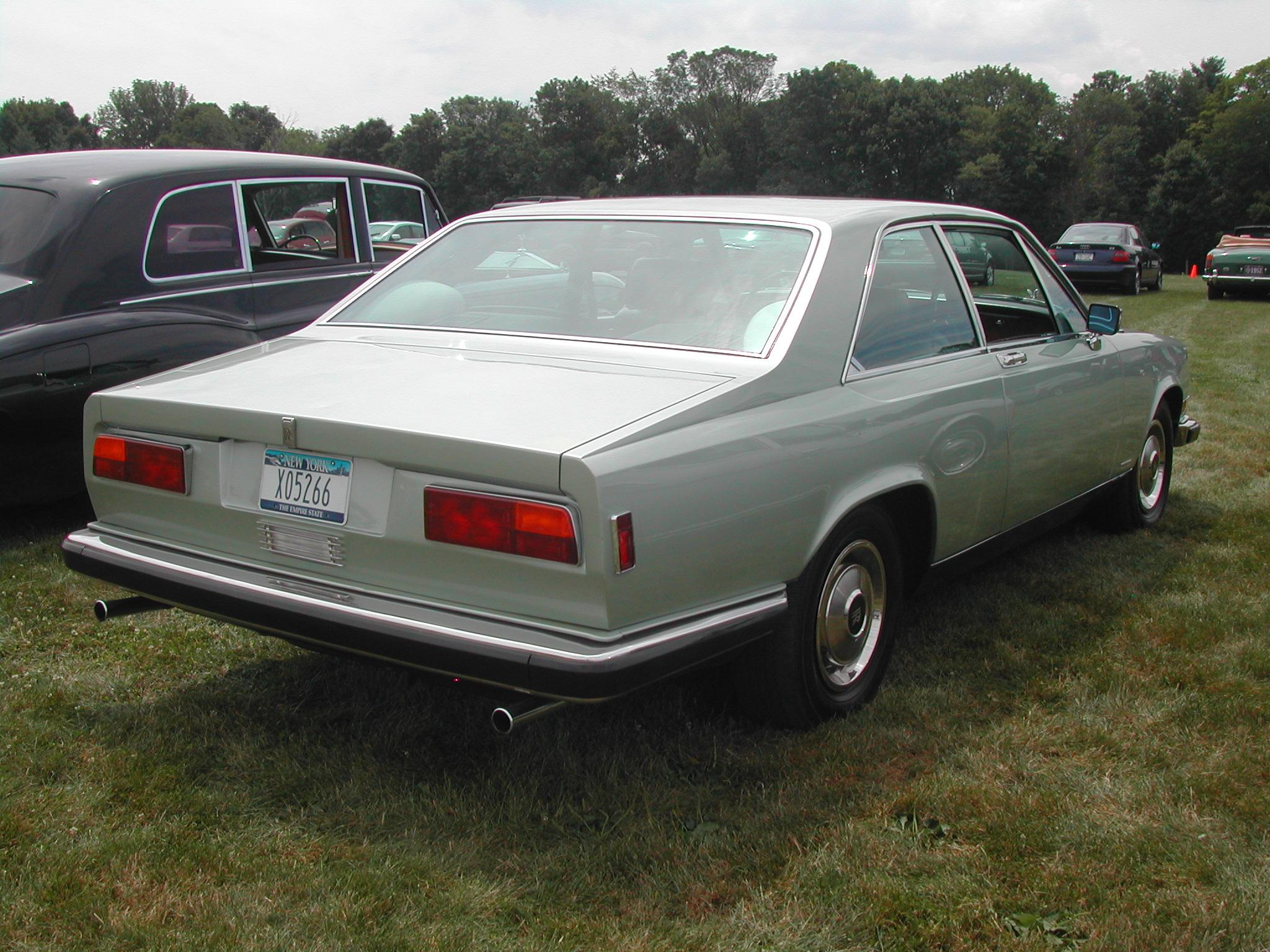
Rolls-Royce Camargue - tył

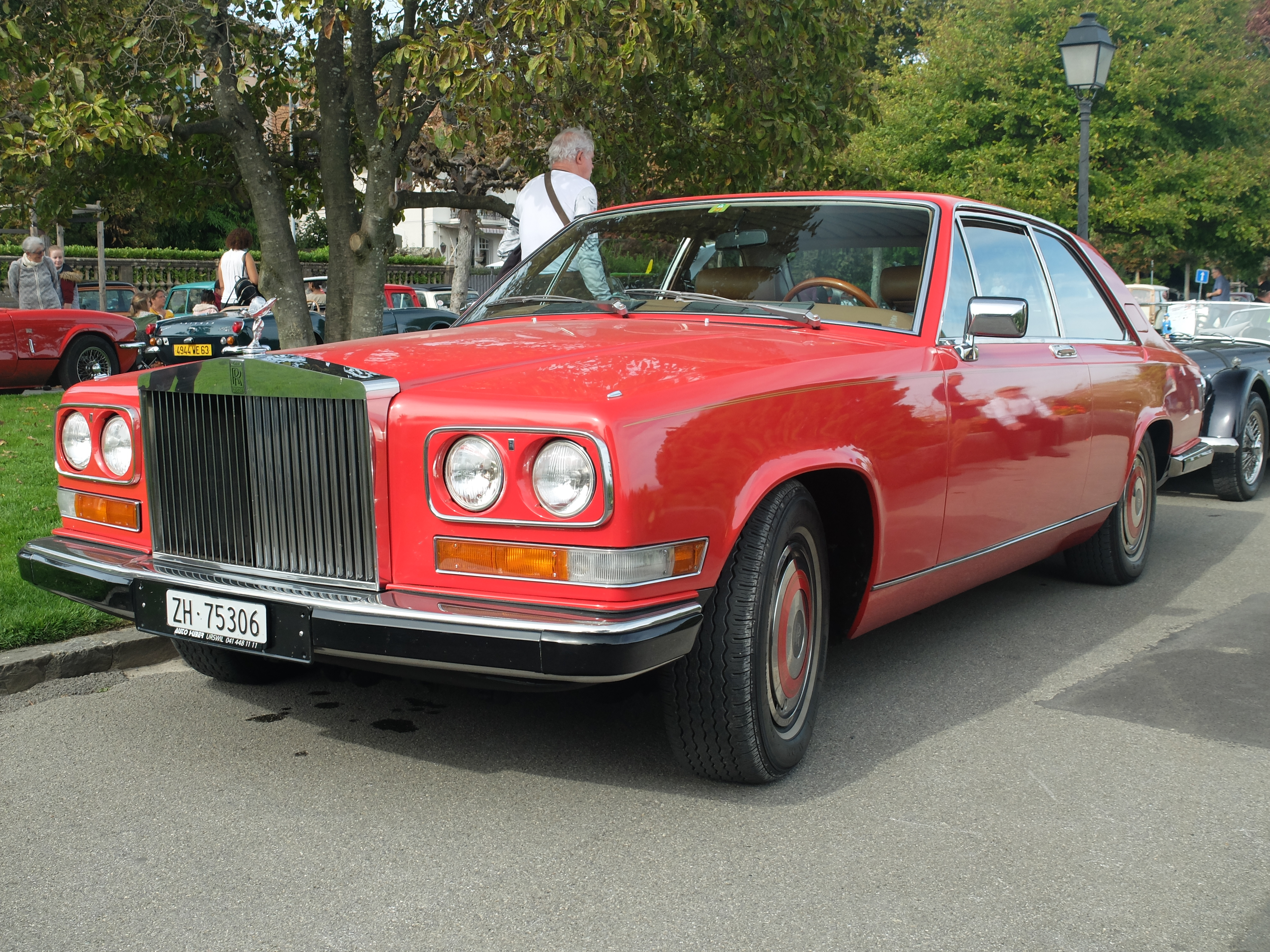
Rolls-Royce Camargue w Szwajcarii

Oficjalna premiera odbyła się w marcu 1975 roku podczas targów motoryzacyjnych Geneva Motor Show w Szwajcarii. Model Camargue powstał jako wspólna inicjatywa Rolls-Royce'a, producenta nadwozi Mulliner i włoskiego studia projektowego Pininfarina. Nadzorującym stylizację samochodu był włoski projektant Paolo Martin. Samochód otrzymał charakterystyczną, kanciastą sylwetkę, z masywnym przodem zdominowanym kanciastą atrapą chłodnicy i opadającą linią nadwozia. Producent chciał wyraźnie odróżnić Camargue od innych modeli w ofercie, odchodząc jego stylizacją od bardziej klasycznego i krągłego wzornictwa, wzbudzając jednakże duże kontrowersje m.in. w ówczesnych publikacjach w mediach motoryzacyjnych. Pininfarina opracowała projekt Camargue równolegle ze zleceniami dla dwóch innych producentów, stąd samochód przejawia wspólne cechy stylistyczne z przedstawionym wówczas Fiat 130 Coupe i Ferrari 365 GT4 2+2.
Poza kwestią stylistyczną, samochód był technologicznie ściśle powiązany z regularnymi modelami oferowanymi wówczas przez Bentleya i Rolls-Royce'a - opierając się na płycie podłogowej limuzyn Rolls-Royce Silver Shadow i Bentley T1. Do napędu użyto silnika V8 o pojemności 6,75 litra. Moc przenoszona była na koła tylne poprzez 3-biegową automatyczną skrzynię biegów. Camargue nie był samochodem skoncentrowanym na sportowych osiągach, lecz komforcie jazdy, rozpędzając się maksymalnie do 190 km/h. Jednostka napędowa rozwijała moc 220 KM, co neutralizowała jednak wysoka masa całkowita przekraczająca wartość 2300 kilogramów.

### Sprzedaż
Rolls-Royce Camargue produkowany był w brytyjskich zakładach w Crewe przez 11 lat, między 1975 a 1986 rokiem. Był to samochód małoseryjny wytwarzany ręcznie, łącznie powstając w liczbie 530 sztuk. Camargue był jednym z najdroższych wówczas przedawanych samochodów na rynku, w Stanach Zjednoczonych kosztując 148 tysięcy dolarów za podstawowy egzemplarz.

### Silnik
- V8 6,75 l 220 KM